# Norma Internacional General de Descripció Arxivística

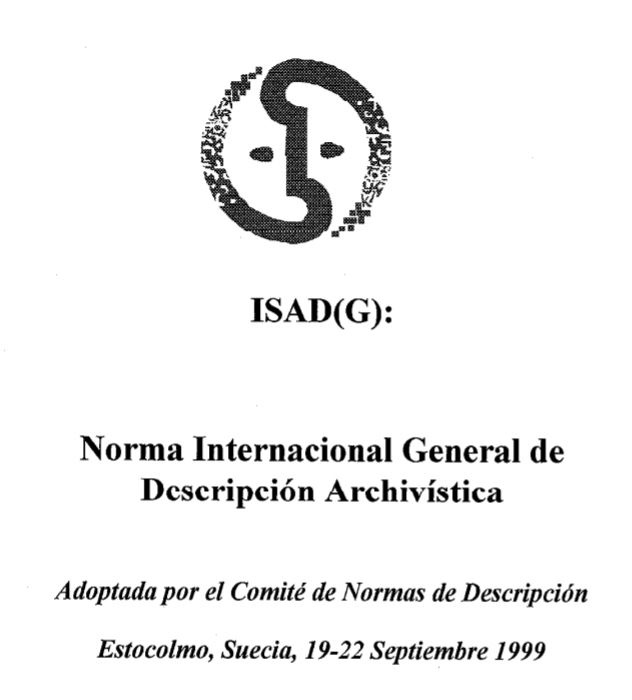
ISAD (G) Norma Internacional General de Descripció Archivística adoptada pel Comité de Normes de Descripció

ISAD(G) són les sigles en anglès de General International Standard Archival Description (Norma Internacional General de Descripció Arxivística), publicades pel Consell Internacional d'Arxius (CIA) l'any 1994. Una segona edició d'aquesta norma va ser adoptada pel Comitè d'Estocolm a Suècia, el setembre de 1999.
El seu objectiu és permetre l'intercanvi d'informació sobre els continguts dels documents d'arxiu, tant entre els serveis d'arxius, com entre els investigadors o usuaris, assegurant la redacció de descripcions compatibles, pertinents i explícites, i la integració de descripcions procedents de diferents llocs de conservació.
Esdevé el primer intent reeixit de normalització de la descripció dels fons arxivístics, seguint els models de normalització bibliogràfica que, a partir de la dècada de 1960, havia iniciat un camí molt ràpid cap a la normalització internacional.

## Descripció
La norma es basa en tres principis: 
- validesa del concepte de fons i el principi de respecte dels fons,
- correspondència entre els nivells de classificació i els nivells de descripció,
- lligam jeràrquic entre les descripcions d'un nivell a un altre.

ISAD (G) defineix una llista d'elements i de regles per a la descripció dels arxius, i marca els tipus d'informació que ha d'incloure's en cada descripció.
ISAD (G) determina la representació de la informació a través de 26 elements, repartits en 7 àrees (identificació, context, contingut i estructura, condicions d'accés i ús, documentació relacionada, notes, control de la descripció), dels quals 6 són obligatoris:
1. Codi(s) de referència
2. Títol
3. Nom(s) del(s) productor(s)
4. Data(es)
5. Volum i suport de la unitat de descripció
6. Nivell de descripció

## Història
La primera actuació formal en el procés d'elaboració de normes internacionals es dugué a terme a Ottawa (el Canadà) el 1988, en el marc de la preparació del XII International Congress on Archives, que s'havia de fer a Mont-real quatre anys més tard, el 1992. A Ottawa, un grup d'experts, entre representants del CIA, l'IFLA i l'ISO, elaboraren un seguit d'acords i recomanacions que incidien en els avantatges de la normalització descriptiva i que donaren lloc a la creació, el 1990, de la Ad Hoc Commission on Descriptive Standards (AHCDS) i de la secretaria permanent amb seu als National Archives del Canadà, que coordinaria el projecte.
El gener de 1992, en la segona sessió plenària de l'AHCDS, s'aprovà el primer esborrany de la norma, conegut com a esborrany de Madrid de la ISAD(G), que incloïa les regles teòriques generals, un glossari i els 25 elements de la descripció estructurats en cinc àrees. Al congrés del CIA, celebrat a Mont-real el setembre de 1992, es presentà el treball a la comunitat arxivística internacional i s'aprovà per unanimitat la declaració de principis per a la descripció arxivística. El text definitiu de la norma, amb les modificacions considerades pertinents, va ser aprovat per l'Assemblea general del CIA el 1993. A partir d'aquesta data es publicà en diferents llengües i s'inicià un període de cinc anys de prova i aplicació pràctica, per plantejar millores i les modificacions pertinents.
Una nova fita en aquest procés se situa l'any 1996 quan es creà en el marc del CIA el Committee on Descriptive Standards (ICA/CDS), prèvia dissolució de l'AHCDS. Tres anys més tard, l'ICA/CDS es reuní a Estocolm per acabar de perfilar l'esborrany d'una segona edició, que fou presentada l'any 2000 a Sevilla en el XIV International Congress on Archives. Comparada amb la primera edició, ofereix més possibilitats d'aplicació i és més flexible; concretament, permet descriure els documents en totes les fases del cicle vital i onsidera els documents en tota mena de suport. També presenta una àrea més en la descripció, la de “Control de la descripció”, en la qual l'element Autoria i fonts permet conèixer la persona o les persones que l'han aplicada. Aquest mateix any es presentava la traducció espanyola editada pel Ministerio de Educación, Cultura y Deporte. Un any després, el 2001, se'n publicava la traducció catalana, i s'iniciava el projecte de Norma de Descripció Arxivística de Catalunya (Projecte NODAC), que és una iniciativa conjunta de la Generalitat de Catalunya i de l'Associació d'Arxivers i Gestors de Documents de Catalunya per tal d'elaborar una norma catalana que desenvolupi la norma ISAD (G) d'acord amb la realitat arxivística catalana.